# Eastleach Turville
Eastleach Turville är en by i civil parish Eastleach, i distriktet Cotswold, i grevskapet Gloucestershire i England. Byn är belägen 18 km från Cirencester. Eastleach Turville var en civil parish fram till 1935 när blev den en del av Eastleach och Barrington. Civil parish hade 294 invånare år 1931. Byn nämndes i Domedagsboken (Domesday Book) år 1086, och kallades då Lec(c)e.